# Ryōya Iizumi
Ryōya Iizumi (japanisch 飯泉 涼矢 Iizumi Ryōya; * 28. Dezember 1995 in Hachiōji, Präfektur Tokio) ist ein japanischer Fußballspieler.

## Karriere
Ryōya Iizumi erlernte das Fußballspielen in der Jugendmannschaft von Mitsubishi Yowa sowie in der Universitätsmannschaft der Waseda-Universität. Seinen ersten Vertrag unterschrieb er 2018 beim FC Imabari. Der Verein aus Imabari, einer Stadt in der Präfektur Ehime, spielte in der vierten Liga, der Japan Football League. Ende 2019 stieg man als Tabellendritter in die dritte Liga auf. Für Imabari absolvierte er 34 Viertligaspiele. Sein Drittligadebüt gab Ryōya Iizumi am 27. Juni 2020 im Auswärtsspiel gegen den FC Gifu. Hier wurde er in der 59. Minute für den Südkoreaner Jung Han-cheol eingewechselt. Nach 81 Ligaspielen und zehn geschossenen Toren wechselte er zu Beginn der Saison 2023 zum ebenfalls in der dritten Liga spielenden Gainare Tottori. Für den Verein, der in der Präfektur Tottori beheimatet ist, bestritt er 21 Drittligaspiele. Im Januar 2024 nahm ihn der Zweitligist Mito Hollyhock aus Mito unter Vertrag.